# Mikulovice (Vysočina)
Mikulovice é uma comuna checa localizada na região de Vysočina, distrito de Třebíč.